# 天府虾脊兰
天府虾脊兰（学名：Calanthe fargesii）为兰科虾脊兰属下的一个种。

## 扩展阅读
- 維基物種上的相關：天府虾脊兰